# Leire Martínez Otxoa
Leire Martínez Otxoa (Errenteria, 22 de juny de 1979) és una cantant de pop basc, exconcursant de "Factor X" i exvocalista de "La Oreja de Van Gogh". Té una veu de registres molt aguts, podent assolir també tons greus. Aquestes qualitats la caracteritzen com a cantant.

## Biografia
El 2002 es va presentar als càstings de Popstars (Telecinco). El 2007 aconsegueix entrar al concurs musical de Cuatro, Factor X, interpretant temes com "Me Voy", de Julieta Venegas, "Be My Baby" de Vanessa Paradis o "All Around The World", de Lisa Stansfield. Va quedar eliminada en la sisena gala, sent així finalista del programa.

## Vocalista de LODVG
El 2008 va ser elegida com a vocalista de La Oreja de Van Gogh, substituint així a Amaia Montero. El grup va oferir una conferència de premsa el dilluns 14 de juliol a la Casa d'Amèrica de Madrid, on es va presentar a Leire com a nova vocalista. L'estiu d'aquell mateix any va ser la imatge de la campanya "Pelo Sexy" d'Herbal Essence.
El primer disc amb Leire com a vocalista del grup, A las cinco en el Astoria, va ser llançat el 2 de setembre a Espanya i el del mateix mes a Llatinoamèrica. El primer senzill, El Último Vals, es va estrenar oficialment a la ràdio als 40 principals el dissabte 12 de juliol al programa Del 40 al 1. El single va aconseguir Disc de platí a "Descàrregues legals" i "Tons legals" a Espanya. A més, també va aconseguir Disc de platí per les vendes de '"A las cinco en el Astoria" a Espanya i disc d'or a Xile i l'Argentina.
Tot i que molta gent pensava el contrari, Leire ha aconseguit mantenir la popularitat del grup, el que s'aprecia en les vendes de discs i entrades per als concerts. També es diu que va aportar una frescor al grup, per la qual cosa el nou disc ha tingut bona acollida per part dels fans i el públic en general.
El 14 d'octubre de 2024 anuncià que abandonava la formació després de 17 anys com a vocalista.

## Discografia

### AmbLa Oreja de Van Gogh

#### Àlbums d'estudi
- A las cinco en el Astoria (2008)
- Nuestra casa a la izquierda del tiempo (2009)
- Cometas por el cielo (2011)

#### Senzills
- El Último Vals (2008)
- Inmortal (2008)
- Jueves (2009)
- Europa VII (2009)
- Cuéntame al oído (2009)
- Puedes Contar Conmigo (2010)
- La niña que llora en tus fiestas (2011)
- Cometas por el cielo (2011)
- Día cero (2012)
- Otra vez me has sacado a bailar (2013)

### Col·laboracions
- Himne de la Reial Societat - amb Alex Ubago, Mikel Erentxun, entre altres (2009)
- Deseos de cosas imposibles - amb Conchita (2010)
- Nada que perder - amb Conchita (2010)
- ¡Ay Haití! - amb Carlos Jean, Marta Sánchez i altres (2010)[3]
- Todas las Historias Se Acaban - amb Maldita Nerea (2017)